# Марія Мамбо Кафе
Марія Мамбо Кафе (порт. Maria Mambo Café; 6 лютого 1945, Кабінда — 1 грудня 2013, Лісабон) — ангольський політик, міністр з соціальних питань (1982-1986), губернатор провінції Кабінда (1990). Член Політбюро ЦК МПЛА.

## Біографія
Марія Мамбо Кафе народилася в провінції Кабінда, ексклаві Анголи на півночі країни. Вона отримала ступінь з економіки в Радянському Союзі в 1968 році. Кафе була учасницею руху за незалежність Анголи. Вона працювала в Кіншасі, столиці Демократичної Республіки Конго, а в 1974 році повернулася в Анголу. Кафе була учасницею переговорів, результатом яких стало підписання угод в Алворе 15 січня 1975 року.
У 1977-1978 роках Кафе перебувала на посаді заступника міністра внутрішньої торгівлі, а у 1982-1986 роках — міністра із соціальних питань. У 1986-1988 роках Кафе була віце-прем'єр-міністром, державним міністром економіки і соціальної сфери. У 1990 році призначена губернатором багатою нафтою провінції Кабінда, але в тому ж році покинула пост.
Марія Мамбо Кафе померла в Лісабоні, Португалія, у віці 68 років.